# Live 1 på Yesterdays
Live 1 på Yesterdays är ett album som inspelats live med sju dansband på Yestersdays i Stockholm under 1991. Presentatör:Kent Finell.

## Låtlista
Sida A
1. Fångad av en stormvind (Stephan Berg) Sannex
2. Green green grass of home (C.Putman) Jörgen Edmans
3. Höga berg djupa hav (Paul Sahlin) Kindbergs
4. Tack för en vanlig dag (Ingela Forsman/Peter Åhs) Mats Bergmans
5. Va med mej (Michael sandberg/Dan Larsson) Lill-Nickes
6. Ett café i Bordeaux (Carl Lösnitz/Peter Åhs) Micke Ahlgrens
7. En kärlekssång (Peter Grundström) Tor-Björns orkester

Sida B
1. Gör aldrig om det där igen (Michael Sandberg) Lill-Nickes
2. Inget kan stoppa oss nu (Ingela Forsman/Lasse Holm) Mats Bergmans
3. Säg att vi ses till sommaren igen (Lasse Holm) Tor-Björns orkester
4. På min sommaräng (My boy lollipop) (R.Spenser/J.Roberts/M.Levy. Svensk text:Christer Lund) Micke Ahlgrens
5. Låt kärleken slå rot (Kenneth Gärdestad/Ted Gärdestad) Sannex
6. Teddy bear (K.Mann/B.Lowe) Jörgen Edmans
7. Right here waiting (R.Marx)